# Amphiroa tribulus
Amphiroa tribulus  é o nome botânico  de uma espécie de algas vermelhas pluricelulares do gênero Amphiroa.
São algas marinhas encontradas na África, sudeste da Ásia, América do Norte, América do Sul, América Central, ilhas do oceano Índico e ilhas do Caribe.